# Baozi

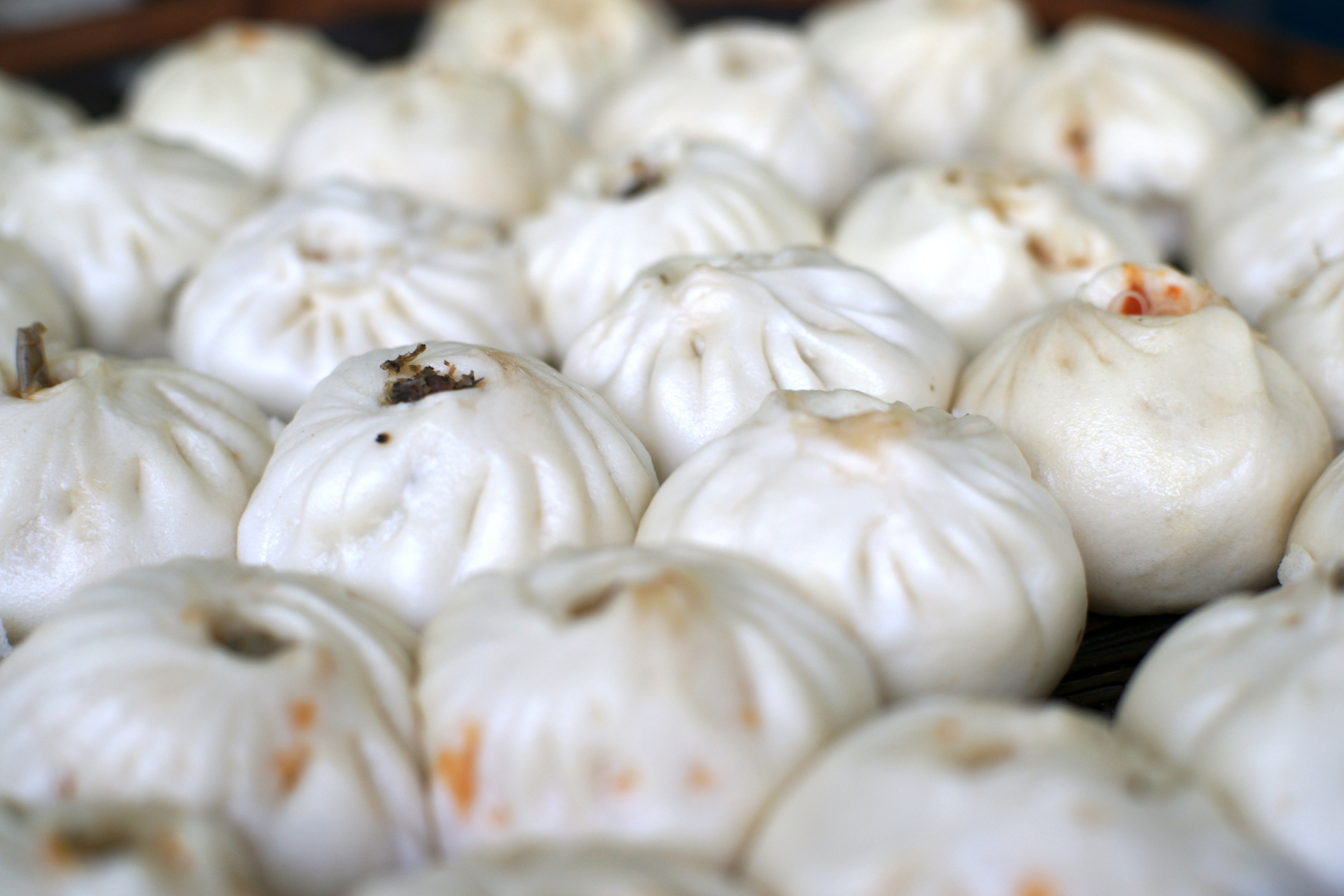
Bolas de baozi.

El baozi (en chino, 包子; pinyin, bāozi), o simplemente conocido como bao, bau o ham pao o min pao, es un tipo de bollo o pan relleno generalmente cocido al vapor, es un bocadillo originario de China. Su aspecto es similar al del tradicional mantou chino. Puede estar relleno de carne picada o relleno vegetariano. Se puede servir con cualquier plato en la cultura china y, muy a menudo, forma parte del desayuno. Es un tipo de bollo relleno con levadura en varias cocinas chinas.

## Historia
Los registros escritos de la dinastía Song muestran el término baozi en uso para los bollos rellenos. De acuerdo con la leyenda, este pan fue inventado por la saga de Zhuge Liang.

## Tipos
Los tipos más conocidos de baozi incluyen:
- Cha siu baau: Es un tipo de baozi relleno con carne de cerdo a la barbacoa.
- Goubuli baozi: Es un tipo de baozi relleno de carne, que proviene de Tianjin.
- Xiaolongbao: Es un tipo de baozi relleno de carne, procedente de Shanghái y que se incluye en sopas. Debido a la suculenta masa suele considerarse fuera de los tipos de bao e incluirse en las variantes de jiaozi.
- Shengjian mantou: Es un tipo de baozi frito, pequeño y relleno de carne, muy popular en Shanghái.
- Tangbao: Es un tipo de baozi relleno del contenido de una sopa, que suele beberse antes, y que procede de Yangzhou.
- Doushabao: Es un tipo de baozi dulce, relleno de Anko.
- Lingyoong bau: Es un tipo de baozi relleno de pasta de semillas de loto.
- Naihuangbao: Es un tipo de baozi relleno de una masa dulce de color amarillo.
- Zima bao: Es un tipo de baozi cocido al vapor y relleno de pasta de sésamo.